# きむらひろき
きむらひろき（1970年1月25日 - ）は、日本の漫画家。時折デザイナーも兼任。茨城県龍ケ崎市出身、東京都足立区在住。千代田工科芸術専門学校漫画科卒。
代表作に『Jack&Chibi』、『コングルGood』など。

## 主な作品

### 漫画
- Jack&Chibi（CAIN）
- ねこサラダ（CAIN）
- コングルGood（コミックボンボン）
- まるごとまんがでたまごっち （コミックボンボン）
- 機天烈少年's（コミックボンボン、「音声紋捕獲機ボングー」のタイアップ作品）
- ピーカン動物記
- Blue I's（月刊電撃コミックガオ!）
- デュアン・サーク -詩人の称号-（月刊電撃コミックガオ!、原作：深沢美潮）
- MUTSUとあそぼう（ピチレモン）
- かいけつゾロリ（プレコミックブンブン→月刊コミックブンブン、原作：原ゆたか）
- ワズラ-梦津國怪奇譚-（webコミックゲッキン）

### 絵本・児童書
- チクチク（朝日ソノラマ）
- 人体迷宮を調査せよ! 食べ物のゆくえ編（学研プラス・科学ふしぎクエスト）[注 1]

### Web漫画
- ギリギリ
- ミミナリ山のギリギリ
- ねこサラダ